# Carlo Janka
Carlo Janka (* 15. Oktober 1986 in Obersaxen, Graubünden) ist ein ehemaliger Schweizer Skirennfahrer. 2009 wurde er Weltmeister im Riesenslalom, 2010 Olympiasieger in derselben Disziplin. Ebenso entschied er die Weltcup-Gesamtwertung der Saison 2009/10 für sich. Er gewann insgesamt 11 Weltcuprennen in vier verschiedenen Disziplinen.

## Biografie

### Beginn der Karriere
In der kleinen Gemeinde Obersaxen leistet sich der Skiclub seit Ende der 1990er Jahre einen eigenen Trainer, der bei Carlo Janka auch unkonventionell arbeiten musste. Über die Renngruppe und die Regionalgruppe Surselva des Bündner Skiverbandes gelangte er ins Kader von Swiss-Ski.
Janka bestritt seine ersten FIS-Rennen im Dezember 2001. Podestplätze gelangen ihm jedoch erst vier Jahre später, wenn auch in vier verschiedenen Disziplinen. Den ersten Sieg auf dieser Stufe realisierte er im Januar 2005. Im Europacup kam er ab Januar 2004 zum Einsatz. Bei den Juniorenweltmeisterschaften 2006 am Mont Sainte-Anne in Québec gewann er die Bronzemedaille im Riesenslalom. In der Saison 2006/07 belegte er den vierten Platz in der Europacup-Gesamtwertung. Ein Sieg in einem Europacuprennen blieb bis heute aus; insgesamt fuhr er viermal auf Platz zwei.
Am 21. Dezember 2005 debütierte Janka im Weltcup, schied jedoch beim Riesenslalom von Kranjska Gora im ersten Lauf aus. Fast ein Jahr später, am 17. Dezember 2006, gewann er mit Platz 20 im Riesenslalom auf der Gran Risa in Alta Badia die ersten Weltcuppunkte. Im Februar 2008 folgte erstmals ein Ergebnis unter den besten zehn. Dennoch sorgte er für eine Überraschung, als er am 29. November 2008 in der Abfahrt von Lake Louise mit der hohen Startnummer 65 auf den zweiten Platz fuhr und den Sieg nur knapp verpasste; es war dies erst sein drittes Weltcuprennen in dieser Disziplin gewesen.
Dass dieser Erfolg kein Zufall gewesen war, bewies er zwei Wochen später am 13. Dezember in Val-d’Isère mit seinem ersten Weltcupsieg beim Riesenslalom auf der anspruchsvollen Piste Face de Bellevarde. Einen Monat später gewann er die Super-Kombination in Wengen.

### Aufstieg zur Weltspitze

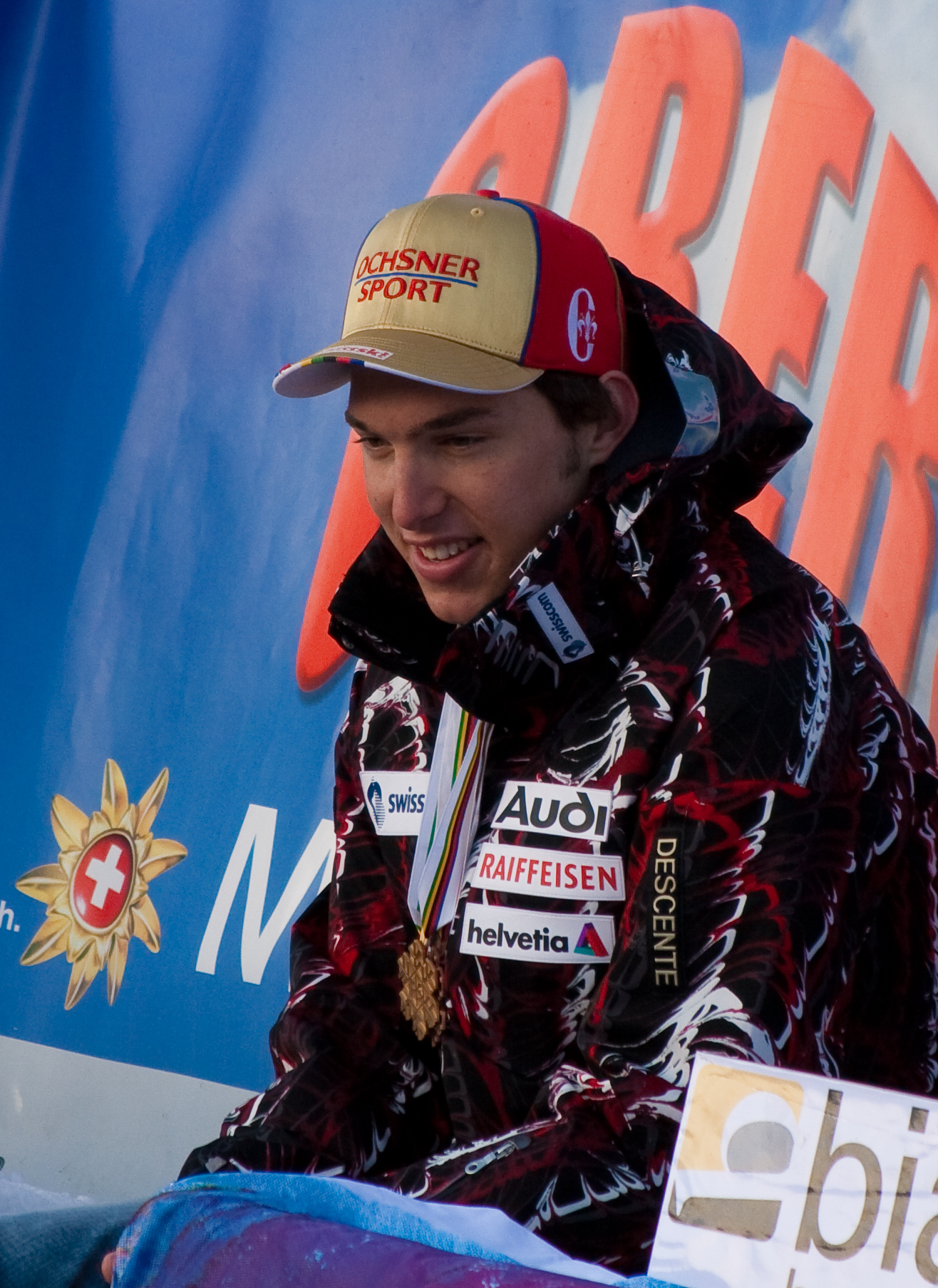
Carlo Janka nach seinem Weltmeistertitel im Riesenslalom 2009

Vor den Weltmeisterschaften 2009 in Val-d’Isère gehörte Janka bereits zu den meistgenannten Favoriten, zumal die Rennen auf der gleichen Piste stattfanden wie bei seinem ersten Weltcupsieg. Er gewann am 7. Februar in der Abfahrt hinter John Kucera und Didier Cuche die Bronzemedaille. Am 13. Februar folgte der bisherige Höhepunkt seiner Karriere, der Gewinn des Riesenslalom-Weltmeistertitels, wobei er Benjamin Raich und Ted Ligety auf die Plätze verwies. Eine Woche nach Ende der Weltmeisterschaften sicherte er sich mit einem dritten Platz in Sestriere den Sieg im Kombinationsweltcup.
Die Vorbereitung auf die Saison 2009/10 verlief nicht nach Wunsch. Eine nicht identifizierte Viruserkrankung, die ihn stark ermüdete, zwang Janka zu einer mehrere Wochen langen Unterbrechung des Konditionstrainings. Obwohl der Formaufbau dadurch stark beeinträchtigt war, gelang ihm ein optimaler Saisonstart. Anfang Dezember 2009 siegte er auf der Birds of Prey im amerikanischen Beaver Creek innerhalb von drei Tagen dreimal in drei verschiedenen Disziplinen. Vor ihm war dies nur einem Athleten gelungen, Jean-Claude Killy in der ersten Weltcupsaison 1967. Janka übernahm die Spitze in der Gesamtwertung, musste jedoch in der darauf folgenden Woche einen Rückschlag hinnehmen, als er in Val-d’Isère dreimal in Folge ausschied. Es gelang ihm aber, allmählich wieder zum Führenden Benjamin Raich aufzuschliessen. Mitte Januar 2010 gewann er die prestigeträchtige Lauberhornabfahrt in Wengen; ein Rennen, bei dem selbst die besten Rennfahrer normalerweise viel Erfahrung für den ersten Sieg benötigen.
Bei den Olympischen Winterspielen 2010 gehörte Janka in den Disziplinen Abfahrt und Super-G zum engeren Favoritenkreis, kam aber mit der Strecke in Whistler nicht zurecht. In der Super-Kombination verpasste er als Vierter eine Medaille nur knapp. Schliesslich konnte er am 23. Februar im vierten olympischen Rennen, dem Riesenslalom, die Goldmedaille gewinnen, vor den beiden Norwegern Kjetil Jansrud und Aksel Lund Svindal. Janka lag vor dem Weltcupfinal in Garmisch-Partenkirchen in der Gesamtwertung noch hinter Raich auf dem zweiten Platz, setzte sich aber mit je einem Sieg in der Abfahrt und im Riesenslalom uneinholbar an die Spitze. Damit wurde er der erste Schweizer Gesamtweltcupsieger seit Paul Accola in der Saison 1991/92. Er ist auch der erste Skirennfahrer seit Lasse Kjus (Saison 1995/96), der ohne einen Sieg in einer der fünf Disziplinenwertungen den Gesamtweltcup für sich entschied. 2010 zeichnete ihn die Internationale Vereinigung der Ski-Journalisten (AIJS) mit dem Skieur d’Or aus.

### Gesundheitliche Probleme
Auch die Vorbereitung auf die Saison 2010/11 verlief für Janka nicht wunschgemäss. Im Dezember 2010 gab Swiss-Ski bekannt, dass er unter Herzrhythmusstörungen leide. Dies hatte eine Einschränkung der maximalen Leistungs- und Erholungsfähigkeit zur Folge, sodass er während der Saison mehrere Rennpausen einlegen musste. Beispielsweise verzichtete er auf die Abfahrt und die Super-Kombination bei den Weltmeisterschaften 2011 in Garmisch-Partenkirchen. Dennoch gelangen Janka im Weltcup vier Podestplatzierungen. Am 23. Februar 2011 unterzog er sich einer Operation, bei der überzählige, durch die Viruserkrankung entstandene Reizleitungsbahnen im Herzen unterbrochen wurden. Zehn Tage nach dem Eingriff gewann er den Riesenslalom von Kranjska Gora.
In der Saison 2011/12 waren das Virus und die damit verbundenen Probleme verschwunden, dennoch konnte Janka nicht an die Leistungen des Vorwinters anknüpfen. Verantwortlich dafür waren chronische Rückenbeschwerden, die ihn stark behinderten und ihn zu mehreren Rennpausen zwangen. Hinzu kamen Schwierigkeiten bei der Materialabstimmung. In sieben Rennen fuhr er unter die Top 10, die besten Ergebnisse waren zwei vierte Plätze im Riesenslalom von Sölden und in der Lauberhornabfahrt von Wengen. Noch schlechter verlief die Saison 2012/13. Janka fand nie die Form früherer Jahre und fuhr nur vereinzelt unter die besten 15. Das mit Abstand beste Ergebnis erzielte er in der Super-Kombination von Wengen, wo er auf Platz drei fuhr. Bei den Weltmeisterschaften 2013 in Schladming verzichtete er aufgrund von Entkräftungserscheinungen auf einen Start zum zweiten Durchgang des Riesenslaloms. Anfang März brach er die Saison vorzeitig ab. Medizinische Untersuchungen brachten keine neuen Erkenntnisse, erneute Herzrhythmusstörungen konnten jedoch ausgeschlossen werden.
Janka war mittlerweile in der FIS-Punkterangliste in allen Disziplinen weit zurückgefallen, insbesondere in seiner einstigen Paradedisziplin Riesenslalom, weshalb er zu Beginn der Saison 2013/14 mit hohen Startnummern antreten musste. Angesichts dieser Umstände überraschend war deshalb der sechste Platz im Riesenslalom von Beaver Creek am 8. Dezember 2013, den er mit der Startnummer 68 (als drittletzter gestarteter Fahrer) erzielte. Im weiteren Verlauf der Saison erzielte er nochmals fünf Top-10-Platzierungen. Sein bestes Ergebnis bei den Olympischen Winterspielen 2014 in Sotschi war der sechste Platz in der Abfahrt.

### Zwischenzeitliche Rückkehr an die Weltspitze
In der Saison 2014/15 konnte sich Janka deutlich steigern. Am 16. Januar 2015 gewann er in Wengen die Alpine Kombination. Es war sein erster Weltcupsieg nach fast vier Jahren. Nur zwei Tage später wurde er am gleichen Ort auf der legendären Lauberhornabfahrt Dritter hinter Hannes Reichelt und Beat Feuz. Die Weltmeisterschaften 2015 in Vail/Beaver Creek verliefen für Janka hingegen enttäuschend: Sein bestes Resultat war der sechste Platz in der Alpinen Kombination. Nach den Weltmeisterschaften verpasste er in Saalbach in der Abfahrt und im Super-G mit dem jeweils vierten Platz das Podest nur knapp. Er beendete die Saison 2014/15 im Gesamtklassement auf dem zehnten Platz und mit seinem zweiten Disziplinensieg in der Alpinen Kombination.
In seinem 50. Antreten bei einem Weltcup-Super-G gelang Janka am 7. Februar 2016, bei dem als «Olympia-Generalprobe» deklarierten Wettbewerb in Pyeongchang, sein erster Sieg in dieser Disziplin. Während der Weltcupsaison 2015/16 klassierte er sich in 14 Rennen unter den besten zehn. Im darauf folgenden Weltcup 2016/17 gelangen ihm sieben Top-10-Platzierungen, darunter waren je ein zweiter und ein dritter Platz. Sein bestes Ergebnis bei den Weltmeisterschaften 2017 in St. Moritz war der siebte Platz in der Kombination.

### Kreuzbandriss, schwierige Jahre, Rücktritt
Beim Riesenslalomtraining auf der Diavolezza erlitt Janka im Oktober 2017, wenige Tage vor Saisonbeginn, einen Kreuzbandriss im rechten Knie. Es handelte sich um eine so genannte innere Ruptur, die nicht zwingend operativ behandelt werden muss. Aus diesem Grund legte er lediglich eine mehrmonatige Rehabilitionspause ein. Im Januar 2019 nahm er an den Trainingsläufen zu den Abfahrten in Wengen, Kitzbühel und Garmisch-Partenkirchen teil, nicht jedoch an den Rennen selbst. Obwohl zählbare Ergebnisse fehlten, nominierte ihn Swiss Olympic für die Olympischen Winterspiele 2018 in Pyeongchang. Dort trat er zur Kombination an, die er auf Platz 15 beendete.
Jankas Leistungen in der Saison 2018/19 waren durchwachsen. Zwar fuhr er regelmässig in die Punkteränge, kam aber nicht über einen elften Platz (Abfahrt von Beaver Creek) hinaus. Die Weltmeisterschaften 2019 in Åre verliefen enttäuschend, mit Platz 18 in der Kombination und Platz 35 in der Abfahrt. Besser verlief es hingegen in der darauf folgenden Saison 2019/20. Neben zwei 3. Rängen bei der Abfahrt in Lake Louise und Kvitfjell erzielte Janka mehrere Top-Ten-Plätze. Aufgrund anhaltender Rückenbeschwerden konnte er in der Saison 2020/21 nur in der Abfahrt an den Start gehen. Er fuhr in dieser Saison sechs Rennen und erreichte dabei dreimal die Top Ten.
Am 13. Januar 2022 gab Janka bekannt, seine Karriere nach den Lauberhorn-Rennen in Wengen zu beenden. Er gab damit auch den Plan auf, ein viertes Mal an Olympischen Spielen teilzunehmen. Die beiden Abfahrten am Lauberhorn waren die einzigen Rennen, die er in dieser Saison bestritt. In der ersten Abfahrt fuhr er auf den 11. Rang und zeigte damit noch einmal sein Können; in der zweiten Abfahrt wurde er nach einem groben Fehler 47. Janka bestritt insgesamt 287 Weltcuprennen.

## Erfolge

### Olympische Spiele
- Vancouver 2010: 1. Riesenslalom, 4. Super-Kombination, 8. Super-G, 11. Abfahrt
- Sotschi 2014: 6. Abfahrt, 8. Super-Kombination, 13. Riesenslalom, 22. Super-G
- Pyeongchang 2018: 15. Alpine Kombination

### Weltmeisterschaften
- Val-d’Isère 2009: 1. Riesenslalom, 3. Abfahrt, 9. Super-G
- Garmisch-Partenkirchen 2011: 7. Super-G, 7. Riesenslalom
- Schladming 2013: 8. Super-Kombination, 19. Super-G, 25. Super-G
- Vail/Beaver Creek 2015: 6. Alpine Kombination, 9. Abfahrt, 12. Super-G
- St. Moritz 2017: 7. Alpine Kombination, 8. Super-G, 22. Riesenslalom, 28. Abfahrt
- Åre 2019: 18. Alpine Kombination, 35. Abfahrt
- Cortina d’Ampezzo 2021: 9. Abfahrt

### Weltcupwertungen
| Saison  | Gesamt                              | Gesamt                              | Abfahrt                             | Abfahrt                             | Super-G                             | Super-G                             | Riesenslalom                        | Riesenslalom                        | Kombination                         | Kombination                         | City Event                          | City Event                          |
| Saison  | Platz                               | Punkte                              | Platz                               | Punkte                              | Platz                               | Punkte                              | Platz                               | Punkte                              | Platz                               | Punkte                              | Platz                               | Punkte                              |
| ------- | ----------------------------------- | ----------------------------------- | ----------------------------------- | ----------------------------------- | ----------------------------------- | ----------------------------------- | ----------------------------------- | ----------------------------------- | ----------------------------------- | ----------------------------------- | ----------------------------------- | ----------------------------------- |
| 2006/07 | 130.                                | 11                                  | –                                   | –                                   | –                                   | –                                   | 40.                                 | 11                                  | –                                   | –                                   | –                                   | –                                   |
| 2007/08 | 64.                                 | 109                                 | 46.                                 | 13                                  | 46.                                 | 6                                   | 28.                                 | 58                                  | 31.                                 | 32                                  | –                                   | –                                   |
| 2008/09 | 7.                                  | 728                                 | 16.                                 | 174                                 | 16.                                 | 74                                  | 6.                                  | 238                                 | 1.                                  | 242                                 | –                                   | –                                   |
| 2009/10 | 1.                                  | 1197                                | 2.                                  | 448                                 | 6.                                  | 192                                 | 2.                                  | 341                                 | 2.                                  | 216                                 | –                                   | –                                   |
| 2010/11 | 3.                                  | 793                                 | 9.                                  | 226                                 | 6.                                  | 205                                 | 5.                                  | 235                                 | 6.                                  | 112                                 | 9.                                  | 15                                  |
| 2011/12 | 24.                                 | 451                                 | 17.                                 | 191                                 | 28.                                 | 59                                  | 16.                                 | 147                                 | 19.                                 | 54                                  | –                                   | –                                   |
| 2012/13 | 48.                                 | 157                                 | 38.                                 | 35                                  | 27.                                 | 29                                  | 48.                                 | 7                                   | 4.                                  | 86                                  | –                                   | –                                   |
| 2013/14 | 18.                                 | 390                                 | 20.                                 | 120                                 | 14.                                 | 125                                 | 25.                                 | 89                                  | 10.                                 | 56                                  | –                                   | –                                   |
| 2014/15 | 10.                                 | 643                                 | 17.                                 | 168                                 | 11.                                 | 168                                 | 12.                                 | 167                                 | 1.                                  | 140                                 | –                                   | –                                   |
| 2015/16 | 9.                                  | 737                                 | 9.                                  | 312                                 | 5.                                  | 259                                 | 29.                                 | 76                                  | 7.                                  | 90                                  | –                                   | –                                   |
| 2016/17 | 12.                                 | 446                                 | 7.                                  | 240                                 | 19.                                 | 80                                  | 20.                                 | 114                                 | 30.                                 | 12                                  | –                                   | –                                   |
| 2017/18 | verletzungsbedingt keine Ergebnisse | verletzungsbedingt keine Ergebnisse | verletzungsbedingt keine Ergebnisse | verletzungsbedingt keine Ergebnisse | verletzungsbedingt keine Ergebnisse | verletzungsbedingt keine Ergebnisse | verletzungsbedingt keine Ergebnisse | verletzungsbedingt keine Ergebnisse | verletzungsbedingt keine Ergebnisse | verletzungsbedingt keine Ergebnisse | verletzungsbedingt keine Ergebnisse | verletzungsbedingt keine Ergebnisse |
| 2018/19 | 58.                                 | 123                                 | 19.                                 | 90                                  | 41.                                 | 18                                  | –                                   | –                                   | 29.                                 | 15                                  | –                                   | –                                   |
| 2019/20 | 28.                                 | 277                                 | 8.                                  | 259                                 | 38.                                 | 18                                  | –                                   | –                                   | –                                   | –                                   | –                                   | –                                   |
| 2020/21 | 61.                                 | 137                                 | 13.                                 | 137                                 | –                                   | –                                   | –                                   | –                                   | –                                   | –                                   | –                                   | –                                   |
| 2021/22 | 116.                                | 24                                  | 40.                                 | 24                                  | –                                   | –                                   | –                                   | –                                   | –                                   | –                                   | –                                   | –                                   |

### Weltcupsiege
- 28 Podestplätze in Einzelrennen, davon 11 Siege:

| Datum             | Ort                    | Land        | Disziplin         |
| ----------------- | ---------------------- | ----------- | ----------------- |
| 13. Dezember 2008 | Val-d’Isère            | Frankreich  | Riesenslalom      |
| 16. Januar 2009   | Wengen                 | Schweiz     | Super-Kombination |
| 4. Dezember 2009  | Beaver Creek           | USA         | Super-Kombination |
| 5. Dezember 2009  | Beaver Creek           | USA         | Abfahrt           |
| 6. Dezember 2009  | Beaver Creek           | USA         | Riesenslalom      |
| 16. Januar 2010   | Wengen                 | Schweiz     | Abfahrt           |
| 10. März 2010     | Garmisch-Partenkirchen | Deutschland | Abfahrt           |
| 12. März 2010     | Garmisch-Partenkirchen | Deutschland | Riesenslalom      |
| 5. März 2011      | Kranjska Gora          | Slowenien   | Riesenslalom      |
| 16. Januar 2015   | Wengen                 | Schweiz     | Super-Kombination |
| 7. Februar 2016   | Jeongseon              | Südkorea    | Super-G           |

- 1 Podestplatz bei Mannschaftswettbewerben

### Europacup
- Saison 2005/06: 4. Kombinationswertung, 6. Riesenslalomwertung
- Saison 2006/07: 4. Gesamtwertung, 3. Kombinationswertung
- 5 Podestplätze

### Juniorenweltmeisterschaften
- Bardonecchia 2005: 9. Abfahrt, 16. Super-G, 22. Slalom
- Québec 2006: 3. Riesenslalom, 7. Super-G

### Weitere Erfolge
- Militär- und Polizei-WM 2008: 3. Riesenslalom
- 2 Schweizer Juniorenmeistertitel (Abfahrt und Riesenslalom 2005)
- 7 Siege in FIS-Rennen

## Auszeichnungen
- 2010: Skieur d’Or

## Sonstiges
Seine Coolness und Gelassenheit bei Siegen sowie seine Wortkargheit trugen Janka den Spitznamen «Iceman» ein. Sein zweiter Spitzname lautet «Jänks». Janka ist Fan des englischen Fussballs und insbesondere des Vereins Manchester United. Zudem ist der Triebzug RhB ABe 8/12 3503 der Rhätischen Bahn mit dem Namen Jankas versehen. Zusammen mit dem Schweizer Schriftsteller Philipp Gurt veröffentlichte Janka im Oktober 2024 sein Buch "Durchbruch! Mein Weg - dein Erfolg".